# Un certain goût pour la mort
 (août 2014).
Si vous disposez d'ouvrages ou d'articles de référence ou si vous connaissez des sites web de qualité traitant du thème abordé ici, merci de compléter l'article en donnant les références utiles à sa vérifiabilité et en les liant à la section « Notes et références ».
Un certain goût pour la mort (A Taste for Death) est un roman policier de Phyllis Dorothy James (plus connue sous le nom P. D. James) paru en 1986. C'est le septième titre du cycle des enquêtes d'Adam Dalgliesh.

## Résumé
Dans la sacristie de la vieille église de St. Matthew, à Paddington, deux corps sont retrouvés, égorgés. L'un est celui d'un vagabond alcoolique ; l'autre, celui de sir Paul Berowne, un baronnet qui a récemment démissionné d'un ministère de la Couronne. Adam Dalgliesh enquête ici sur l'un des cas les plus compliqués de sa carrière

## Particularité du roman
Le titre original anglais est tiré des vers conclusifs d'un court poème d'Alfred Edward Housman : « There's this to say for blood and breath,/ they give a man a taste for death ».

## Prix et distinctions
- Grand prix de littérature policière - meilleur roman étranger 1988 (ex eaquo avec La Sorcière de Brooklyn par Andrew Vachss)